# Kosatica
Kosatica (Servisch cyrillisch Косатица) is een plaats in de Servische gemeente Prijepolje. De plaats telt 353 inwoners (2002).